# Alexandre Schaumasse
Alexandre Schaumasse (Saint-Quay-Portrieux, 3 maggio 1882 – Nizza 1958) è stato un astronomo francese, che ha lavorato presso l'Osservatorio di Nizza.
| 971 Alsatia   | 23 novembre 1921 |
| 1114 Lorraine | 17 novembre 1928 |

Scoprì tre comete, la periodica 24P/Schaumasse e le non periodiche C/1913 J1 (Schaumasse) o 1913 II; e C/1917 H1 (Schaumasse) o 1917 II.
Scoprì inoltre due asteroidi.
Rimase gravemente ferito nel 1914 mentre serviva nell'esercito francese durante la prima guerra mondiale e trascorse più di un anno in ospedale.
L'asteroide 1797 Schaumasse è stato così chiamato in suo onore.